# Theodorus Calliopas
Theodorus Calliopas war ein oströmischer Patricius und Exarch von Ravenna von 643 bis ca. 645, und 653 bis vor 666.
Nur die Biographie des Papstes Theodor I. erzählt, dass Theodorus der unmittelbare Nachfolger des Isaacius gewesen sei (643). Da derselbe auch später Exarch war und nicht ausdrücklich hervorgehoben wird, dass Theodorus zweimal, wie Smaragdus, diese Würde bekleidet hat, liegt es nahe, an eine Verwechslung zu denken. Da aber die Papstbiographie höchstwahrscheinlich nur wenige Jahre nach den erzählten Vorgängen entstanden ist, wird man die Angabe, wenn auch zweifelnd, hinnehmen müssen.
Sein zweites Exarchat hatte Theodorus im Jahr 653 begonnen, als er, als Nachfolger des Olympius, am 15. Juni mit dem ravennatischen Heer in Rom eintraf. Theodorus sollte nach der Usurpation des Olympius, in Rom für Ordnung sorgen. Papst Martin I. leistete keinen Widerstand, weil er nicht genügend gerüstet war. Doch musste Theodorus wegen der Aufregung des römischen Volkes vielerlei Vorsichtsmaßnahmen treffen. Papst Martin wurde nach Konstantinopel gebracht, dort verhört und feierlich abgesetzt, worauf in Rom sein Nachfolger Eugen I. gewählt wurde. Doch auch dieser, unter griechischen Einfluss gewählte Papst wurde vom Volk gezwungen einen neuerlichen Vorschlag des Patriarchen von Konstantinopel in Bezug auf die monotheletischen Streitigkeiten abzulehnen. Eine abermalige Einmischung des Exarchen hatte nicht stattgefunden. Gleichwohl hatte das Papsttum eine schwere Niederlage erlitten, von der es sich nur allmählich wieder erholte. Die Exarchen aber traten nur noch als byzantinische Beamte auf und waren viel zu schwach, als dass sie reichsfeindliche Politik hätten treiben können.
Die letzten Regierungsjahre des Theodorus werden friedlich verlaufen sein, bis kurz vor 666, als König Aripert I., der Katholik war, über die Langobarden herrschte. Offenbar hatte Theodorus nach seiner Amtszeit zusammen mit seiner Ehefrau Anna und seinen Kindern von der ravennatischen Kirche verschiedene Besitzungen auf Lebenszeit bekommen.